# Crostata
La crostata è una torta italiana, composto da una base di pasta frolla ricoperta di confettura, crema o frutta fresca, con l'aggiunta di sottili strisce di pasta frolla intrecciate. 

## Descrizione

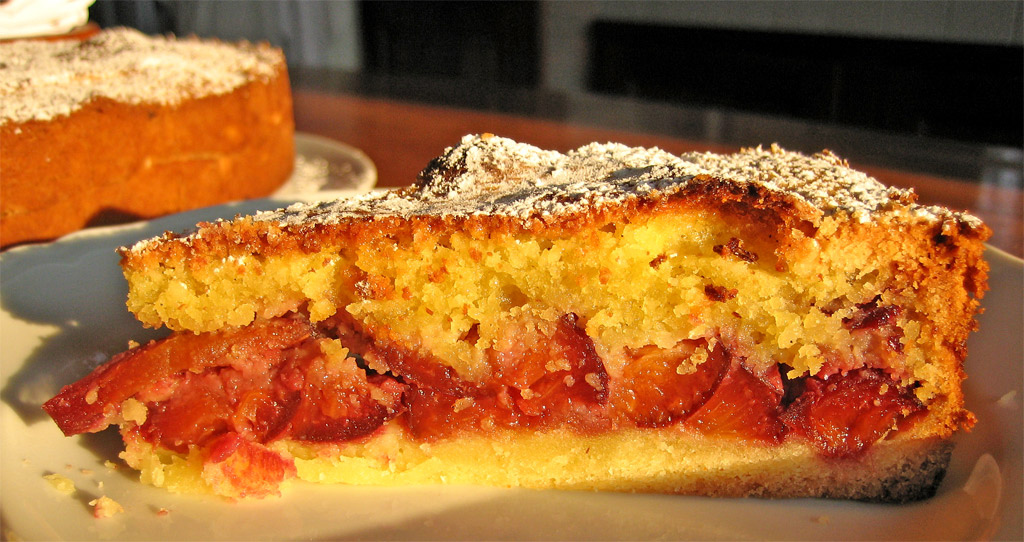
Fetta di crostata alle prugne

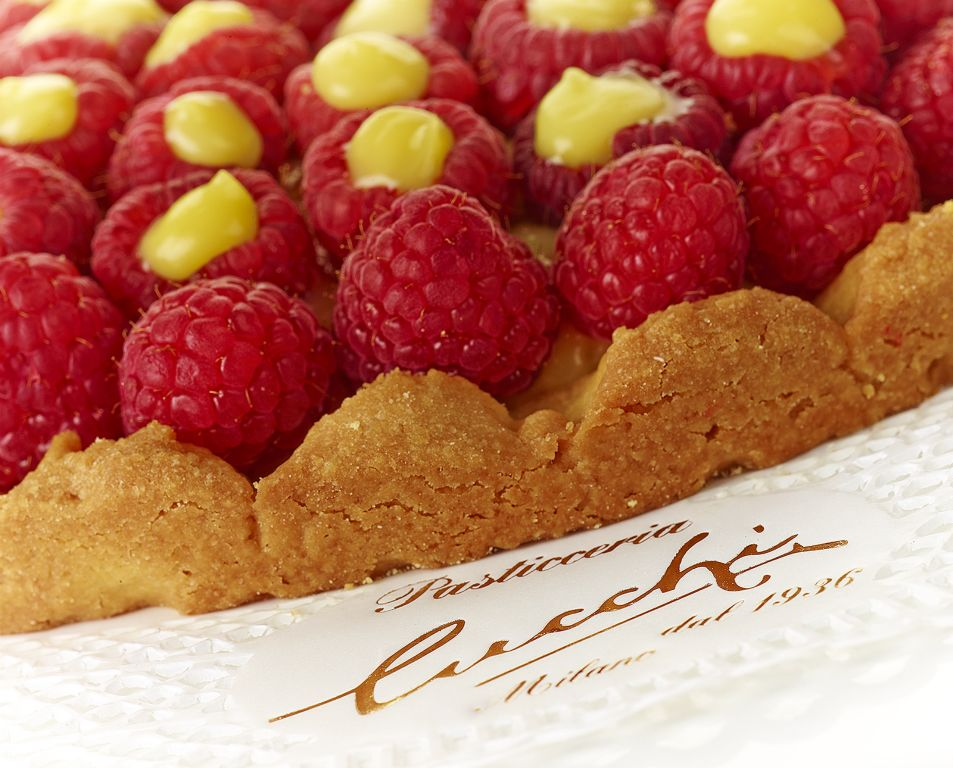
Crostata con lamponi ripieni

Tradizionalmente, una crostata consiste in una base, solitamente a tre strati, di pasta friabile condita con grasso e burro chiarificati. Oggi si usa invece la pasta frolla o, più raramente, la pasta brisè o la pasta sfoglia. A volte, anziché essere racchiuse da strisce di impasto, è completamente racchiusa in un cerchio di impasto (crostata chiusa).
Può essere cotta nei caratteristici stampi tondi zigrinati lateralmente o può assumere una forma quadrata o rettangolare. A volte viene preparata dapprima ponendo la farcia nello stampo e successivamente la sfoglia. In tal caso, l'alimento viene capovolto a cottura ultimata. Prima della cottura, viene spesso cosparsa di pangrattato, biscotti sbriciolati o fette di pan di Spagna oppure spennellata con albumi d'uovo affinché il ripieno non comprometta il risultato finale.
Le varianti sono farcite solitamente con confettura di frutta (ad esempio albicocca, ciliegia, pesca, fragola e frutti di bosco), oppure creme e altri ingredienti quali il miele e la ricotta, da addolcire con eventuali gocce di cioccolato. Ne esistono anche delle varianti salate con carne o verdura.

## Etimologia
Il nome deriva dal vocabolo latino crustāta, participio passato femminile di crustāre (incrostare), e infine dal sostantivo crusta (crosta). Da esso deriva il termine francese croustade ed il termine inglese custard. 
La parola crostata apparve per la prima volta nel dizionario del 1612 Vocabolario degli Accademici della Crusca (scritto dal 1591 al 1608) dall'Accademia della Crusca e dalla Scuola Normale Superiore di Pisa, e nel dizionario del 1617 Il memoriale della lingua italiana di Giacomo Pergamino, con cui veniva definito un tipo di torta.

## Storia
La crostata richiama nella forma dei dolci di epoca romana quali gli obleidos, cioè delle cialde con miele e delle focacce di farina concave che avevano al loro interno della frutta cotta a pezzi. La crostata vera e propria getta però le sue radici nell'epoca paleocristiana. Secondo un ricettario dell'Accademia Barilla, «la pastiera, simbolo della pasticceria partenopea, è la prima crostata, simile a quelle moderne, intese come un abbraccio di pasta frolla che contiene una farcitura, di cui abbiamo notizie storiche documentate.» Le crostate apparivano nei banchetti già nell'alto medioevo, dove venivano ripiene con formaggio, miele, spezie e canditi. Nei secoli seguenti, il dolce acquisì un sapore dolce grazie all'arrivo in Europa di prodotti zuccherini originari delle Americhe e dell'Asia.
Nel suo libro di cucina del 1570 Opera dell'arte del cucinare, Bartolomeo Scappi riporta molte ricette dedicate alle crostate. Oltre a quelle dolci, come ad esempio quella con prugne e amarene e quella con mele cotogne e pere, il tomo ne descrive altre salate con carne di maiale, frutti di mare, formaggio, funghi e carciofi.
Oggi la crostata è il dolce al forno più famoso d'Italia ed è consumato in ogni momento della giornata, specialmente a colazione.

## Varianti
- In Calabria esiste una versione del dolce con marmellata di arance, confettura di peperoncino e mandorle (crostata del diavolo).[1]
- Una variante dolce popolare, soprattutto nell'Italia centrale e  meridionale, è la crostata con ricotta, zucchero e scorza di limone, e che può includere anche cacao o uvetta.[1] La specialità PAT di Sermoneta, in provincia di Latina, è insaporita con la cannella e del liquore aromatico.[1]
- In Lombardia esiste una crostata ottenuta versando dei tortelli cremaschi su un impasto di farina, uova, burro e sale.[1]
- La crostata di visciole (amarene) è una specialità tipica di Lazio e Marche, due regioni in cui sono diffusi i ciliegi. È stato documentata l'esistenza di un dolce analogo a base di visciole o marasche anche in Trentino.[1]
- In Veneto è registrato un dolce con zucca, amaretti, mandorle e canditi.[1]

## Alimenti simili
Dolci simili sono diffusi in tutta Europa, tra cui la torta di mele anglosassone (apple pie) e la tarte Tatin francese. Si può menzionare anche la torta ai mirtilli, una specialità statunitense.